# 1000-km-Rennen von Silverstone 2008

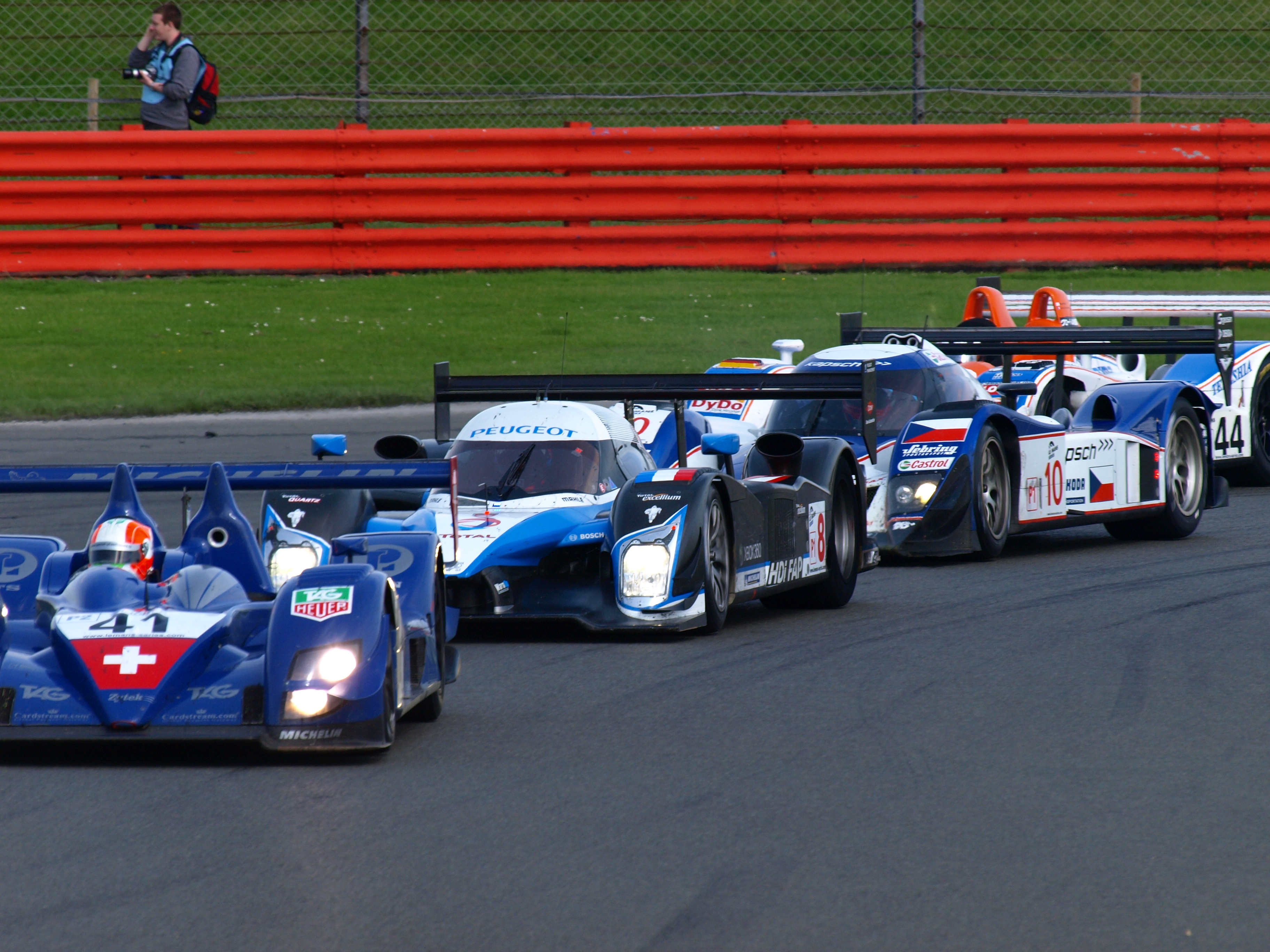
Le-Mans-Prototypen während einer Safety-Car-Phase. Vorne der Zytek 07S von Karim Ojjeh, Claude-Yves Gosselin und Adam Sharpe, gefolgt vom Peugeot 908 HDi FAP von Pedro Lamy und Nicolas Minassian. Dahinter der zweitplatzierte Lola B08/60 von Stefan Mücke und Jan Charouz und der Lola B05/40 von Jean de Pourtales und Hideki Noda

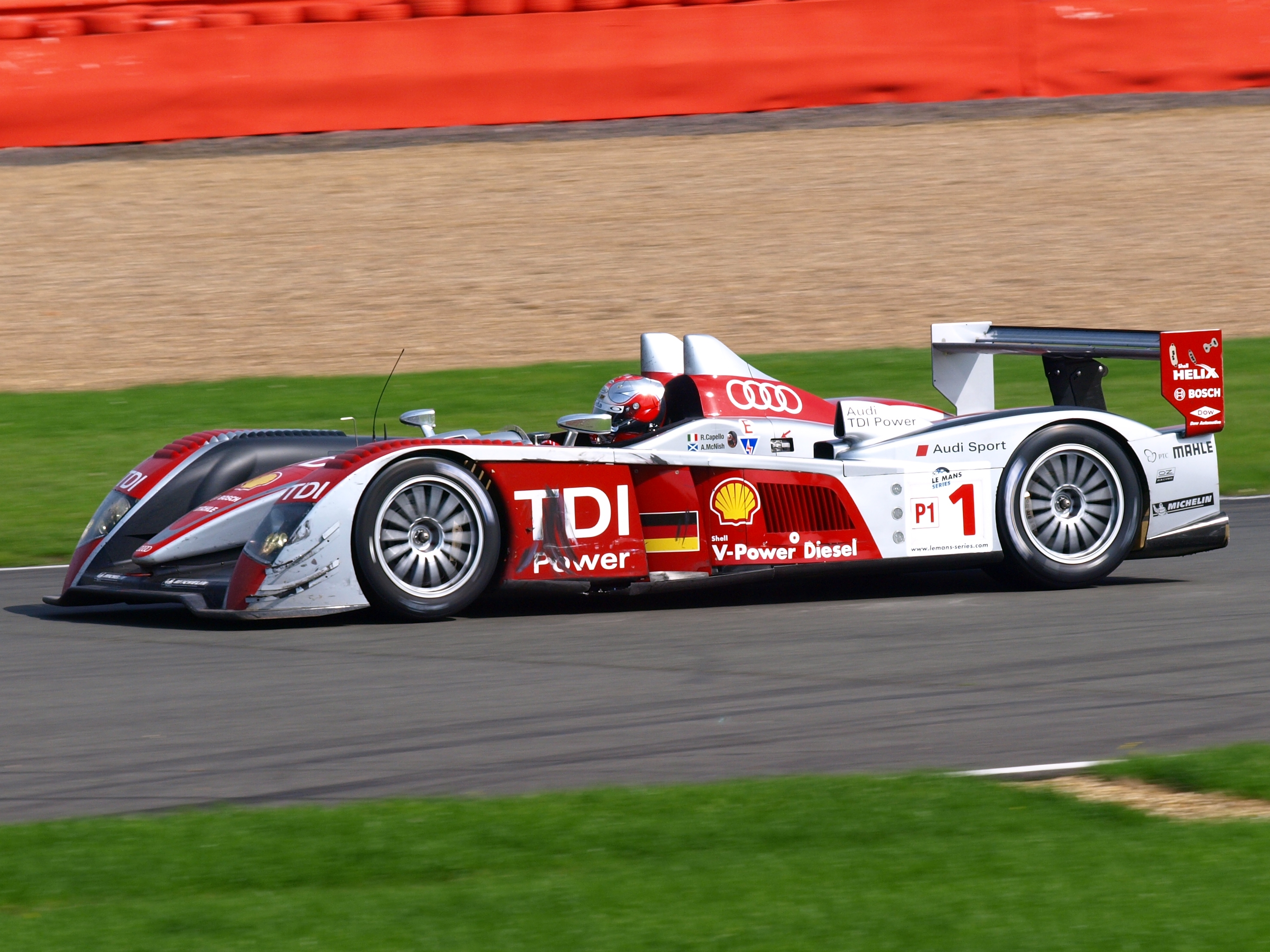
Der Siegerwagen. Rinaldo Capello am Steuer der Audi R10 TDI mit der Startnummer 1

Das 1000-km-Rennen von Silverstone 2008, auch Autosport 1000km of Silverstone, Silverstone, fand am 14. September auf dem Silverstone Circuit statt und war der fünfte und letzte Wertungslauf der Le Mans Series dieses Jahres.

## Das Rennen
Beim Langstreckenrennen in Silverstone endete die zehn Rennen andauernde Siegesserie der Peugeot 908 HDi FAP-Fahrgestelle. Im 20-minütigen Qualifikationstraining fuhr Stéphane Sarrazin im Peugeot mit der Nummer 7 zu seiner zweiten Pole-Position des Jahres. Mit einer Rundenzeit von 1:30,359 Minuten beendete er seine schnellste Runde mit 11/1000 Sekunden Abstand auf seine Teamkollegen Nicolas Minassian, der die erste Startreihe komplettierte. Die Bestzeit der LMP2-Kategorie errang Jos Verstappen im Porsche RS Spyder. Damit gingen alle Bestzeiten dieser Saison in seiner Klasse an den Niederländer. Mit einer Rundenzeit von 1:34,212 Minuten qualifizierte sich Verstappen zudem im Mittelfeld der LMP1-Fahrzeuge. Die schnellsten Runden in den beiden GT-Klassen fuhren Peter Kox im Lamborghini Murciélago R-GT und Rob Bell im Ferrari F430 GTC.
Das Rennen war geprägt von Kollisionen zwischen den Prototypen von Peugeot und Audi. Schon beim Start kollidierten Allan McNish im Audi R10 TDI und Nicolas Minassian im Peugeot. Minassian dreht sich und musste sich am Ende des Feldes einreihen, während McNish hinter dem Führenden Pedro Lamy im zweiten Peugeot an der zweiten Stelle blieb. Beim Boxenstopp vor Ende der ersten Rennstunde ging der Audi-Pilot an Lamy vorbei in Führung. Minassian, der sich nach dem Dreher zu Rennbeginn zwischenzeitlich auf den dritten Rang vorgearbeitet hatte, kollidierte beim Überrunden mit dem Porsche 997 GT3 RSR von Richard Lietz. Beide Fahrzeuge wurden irreparabel beschädigt und mussten abgestellt werden. Nach der Safety-Car-Phase kollidieren Rinaldo Capello und Stéphane Sarrazin. Als Resultat des zweiten Unfalls der beiden Wagen in diesem Rennen musste Sarrazin für eine halbstündige Reparatur die Box aufsuchen, während Capello nach einem Reifenwechsel sofort weiterfahren konnte. Durch den Unfall lag Alexandre Prémat im zweiten Audi in Führung. Im weiteren Verlauf des Rennens konnten Capello und McNish wieder zum Schwesterfahrzeug aufschließen und dieses eine Stunde vor Rennende überholen. Kurz darauf musste der nun zweitplatzierte Prémat mit Problemen an der Aufhängung an die Box. Er konnte nach kurzem Halt weiterfahren, fiel jedoch durch eine anschließende Stop-and-Go-Strafe wegen überhöhter Geschwindigkeit in der Boxengasse auf den vierten Platz zurück.

## Ergebnisse

### Schlussklassement
| 1           | LMP1 | 1  | Audi Sport Team Joest     | Rinaldo Capello Allan McNish                                   | Audi R10 TDI                | 195 |
| 2           | LMP1 | 10 | Charouz Racing System     | Stefan Mücke Jan Charouz                                       | Lola B08/60                 | 193 |
| 3           | LMP1 | 16 | Pescarolo Sport           | Romain Dumas Jean-Christophe Boullion                          | Pescarolo 01                | 191 |
| 4           | LMP1 | 2  | Audi Sport Team Joest     | Alexandre Prémat Mike Rockenfeller                             | Audi R10 TDI                | 191 |
| 5           | LMP2 | 34 | Van Merksteijn Motorsport | Jos Verstappen Peter van Merksteijn senior                     | Porsche RS Spyder           | 191 |
| 6           | LMP1 | 15 | Creation AIM              | Jamie Campbell-Walter Stuart Hall                              | Creation CA07               | 191 |
| 7           | LMP1 | 17 | Pescarolo Sport           | Harold Primat Christophe Tinseau                               | Pescarolo 01                | 190 |
| 8           | LMP1 | 5  | Team Oreca Matmut         | Stéphane Ortelli Soheil Ayari                                  | Courage-Oreca LC70          | 189 |
| 9           | LMP2 | 27 | Horag Racing              | Didier Theys Fredy Lienhard Jan Lammers                        | Porsche RS Spyder           | 187 |
| 10          | LMP2 | 40 | Quifel ASM Team           | Olivier Pla Miguel Amaral                                      | Lola B05/40                 | 185 |
| 11          | LMP2 | 25 | RML                       | Thomas Erdos Mike Newton                                       | MG Lola EX265C              | 184 |
| 12          | LMP2 | 31 | Team Essex                | Casper Elgaard John Nielsen                                    | Porsche RS Spyder           | 184 |
| 13          | LMP2 | 45 | Embassy Racing            | Warren Hughes Jonny Kane                                       | WF01                        | 184 |
| 14          | LMP1 | 18 | Rollcentre Racing         | João Barbosa Vanina Ickx Charlie Hollings                      | Pescarolo 01                | 183 |
| 15          | LMP2 | 41 | Trading Performance       | Claude-Yves Gosselin Karim Ojjeh Adam Sharpe                   | Zytek 07S                   | 183 |
| 16          | LMP1 | 4  | Saulnier Racing           | Jacques Nicolet Richard Hein                                   | Pescarolo 01                | 183 |
| 17          | LMP1 | 6  | Team Oreca Matmut         | Olivier Panis Nicolas Lapierre                                 | Courage-Oreca LC70          | 183 |
| 18          | LMP1 | 44 | Kruse Schiller Motorsport | Hideki Noda Jean de Pourtales                                  | Lola B05/40                 | 182 |
| 19          | LMP1 | 8  | Team Peugeot Total        | Pedro Lamy Stéphane Sarrazin                                   | Peugeot 908 HDi FAP         | 182 |
| 20          | GT1  | 59 | Team Modena               | Antonio García Tomáš Enge                                      | Aston Martin DBR9           | 178 |
| 21          | GT1  | 55 | IPB Spartak Racing        | Peter Kox Roman Rusinov                                        | Lamborghini Murciélago R-GT | 177 |
| 22          | GT1  | 72 | Luc Alphand Aventures     | Guillaume Moreau Patrice Goueslard                             | Chevrolet Corvette C6.R     | 174 |
| 23          | LMP2 | 35 | Saulnier Racing           | Pierre Ragues Matthieu Lahaye                                  | Pescarolo 01                | 174 |
| 24          | GT1  | 61 | Strakka Racing            | Peter Hardman Nick Leventis Darren Turner                      | Aston Martin DBR9           | 173 |
| 25          | LMP1 | 21 | Epsilon Euskadi           | Adrián Vallés Shinji Nakano                                    | Epsilon Euskadi ee1         | 172 |
| 26          | GT2  | 96 | Virgo Motorsport          | Rob Bell Jaime Melo                                            | Ferrari F430 GTC            | 172 |
| 27          | GT2  | 77 | Team Felbermayr-Proton    | Marc Lieb Alex Davison                                         | Porsche 997 GT3 RSR         | 171 |
| 28          | GT2  | 90 | Farnbacher Racing         | Pierre Kaffer Pierre Ehret Anthony Beltoise                    | Ferrari F430 GTC            | 169 |
| 29          | GT2  | 85 | Snoras Spyker Squadron    | Tom Coronel Ralf Kelleners Alex Vassiliev                      | Spyker C8 Laviolette GT2R   | 168 |
| 30          | GT2  | 88 | Team Felbermayr-Proton    | Horst Felbermayr junior Christian Ried Horst Felbermayr senior | Porsche 997 GT3 RSR         | 162 |
| 31          | GT2  | 98 | JMB Racing                | Peter Kutemann Maurice Basso Julien Gilbert                    | Ferrari F430 GT             | 160 |
| 32          | LMP2 | 26 | Bruichladdich Radical     | Jens Petersen Marc Rostan Jan-Dirk Lueders                     | Radical SR9                 | 160 |
| 33          | GT2  | 93 | James Watt Automotive     | Alan van der Merwe Tim Sugden Michael Outzen                   | Aston Martin V8 Vantage GT2 | 159 |
| 34          | GT2  | 94 | Speedy Racing Team        | Andrea Chiesa Benjamin Leuenberger                             | Spyker C8 Laviolette GT2R   | 158 |
| 35          | LMP2 | 46 | Embassy Racing            | Darren Manning Joey Foster                                     | WF01                        | 156 |
| 36          | GT2  | 99 | JMB Racing                | Stéphane Daoudi Ben Aucott                                     | Ferrari F430 GTC            | 145 |
| Ausgefallen |      |    |                           |                                                                |                             |     |
| 37          | LMP2 | 32 | Barazi Epsilon            | Michael Vergers Juan Barazi Fernando Rees                      | Zytek 07S                   | 162 |
| 38          | GT2  | 75 | Imsa Performance Matmut   | Richard Balandras Michel Lecourt                               | Porsche 997 GT3 RSR         | 91  |
| 39          | LMP1 | 14 | Creation AIM              | Stephen Simpson Ryan Lewis                                     | Creation CA07               | 89  |
| 40          | LMP2 | 33 | Speedy Racing Team        | Xavier Pompidou Andrea Belicchi Steve Zacchia                  | Lola B08/80                 | 75  |
| 41          | LMP1 | 20 | Epsilon Euskadi           | Angel Burgueño Miguel Ángel de Castro                          | Epsilon Euskadi ee1         | 59  |
| 42          | GT2  | 95 | James Watt Automotive     | Paul Daniels Peter Bamford Matt Griffin                        | Porsche 997 GT3 RSR         | 55  |
| 43          | GT2  | 91 | Farnbacher Racing         | Lars-Erik Nielsen Dirk Werner                                  | Porsche 997 GT3 RSR         | 51  |
| 44          | LMP1 | 7  | Team Peugeot Total        | Marc Gené Nicolas Minassian                                    | Peugeot 908 HDi FAP         | 45  |
| 45          | GT2  | 76 | Imsa Performance Matmut   | Richard Lietz Raymond Narac                                    | Porsche 997 GT3 RSR         | 38  |
| 46          | LMP2 | 37 | WR Salini                 | Stéphane Salini Philippe Salini Tristan Gommendy               | WR LMP 2008                 | 3   |

### Nur in der Meldeliste
Zu diesem Rennen sind keine weiteren Meldungen bekannt.

### Klassensieger
| Klasse | Fahrer          | Fahrer                      | Fahrzeug          | Platzierung im Gesamtklassement |
| ------ | --------------- | --------------------------- | ----------------- | ------------------------------- |
| LMP1   | Rinaldo Capello | Allan McNish                | Audi R10 TDI      | Gesamtsieg                      |
| LMP2   | Jos Verstappen  | Peter van Merksteijn senior | Porsche RS Spyder | Rang 5                          |
| GT1    | Antonio García  | Tomáš Enge                  | Aston Martin DBR9 | Rang 20                         |
| GT2    | Rob Bell        | Jaime Melo                  | Ferrari F430 GTC  | Rang 26                         |

### Renndaten
- Gemeldet: 46
- Gestartet: 46
- Gewertet: 36
- Rennklassen: 4
- Zuschauer: 53000
- Wetter am Renntag: unbekannt
- Streckenlänge: 5,141 km
- Fahrzeit des Siegerteams: 5:40:24,862 Stunden
- Gesamtrunden des Siegerteams: 195
- Gesamtdistanz des Siegerteams: 1002,495 km
- Siegerschnitt: 176,696 km/h
- Pole Position: Stéphane Sarrazin – Peugeot 908 HDi FAP (#8) – 1:30,359 = 204,823 km/h
- Schnellste Rennrunde: Pedro Lamy – Peugeot 908 HDi FAP (#8) – 1:31,166 = 203,010 km/h
- Rennserie: 5. Lauf zur Le Mans Series 2008